# Открытый университет Сколково
Открытый университет Сколково (ОтУС) — программа Фонда Сколково, нацеленная на вовлечение, развитие и поддержку талантливой молодёжи с целью развития сообщества вокруг Инновационного Центра Сколково. Административная часть ОтУС расположена в Москве в офисе Фонда Сколково. Занятия проходят в Москве, Санкт-Петербурге и Томске.
В открытом университете Сколково отсутствует система экзаменов и зачетов. Набор учебных курсов обновляется каждый семестр. Результатом деятельности ОтУС рассматриваются достижения студентов в технологическом предпринимательстве, науке и образовании, прикладных исследованиях. Эти результаты проявляются в следующем:
- Компании, основанные студентами и ставшие резидентами ИЦ Сколково.
- Работа студентов в компаниях-партнерах Сколково и R&D-центрах Сколково.
- Поступление студентов ОтУС в Сколковский институт науки и технологий (СколковоТех).

## Направления деятельности
Открытый университет дает знания, навыки и компетенции через следующие виды учебно-прикладной деятельности студентов:лекции, семинары, мастер-классы, командные игры, совместная работа над проектами. Образование — это ключевое направление, через которое ОтУС вовлекает студентов в ИЦ Сколково. При этом следует понимать, что «направление образовательная деятельность ОтУС» включают в себя курсы, разовые лекции, воркшопы и т. д.
Предпринимательство
Одна из целей ОтУС — развить в студенте качества и навыки предпринимателя. В ходе теоретических курсов студенты приобретают базовое понимание, что такое инновации, технологическое предпринимательство, как создается и развивается бизнес. В ходе практической работы происходят встречи с предпринимателями, которые делятся опытом. В ходе практических занятий рассматриваются аспекты: как воплотить идею в работающую компанию, собрать команду, привлечь инвестора. С целью получения опыта студенты вовлекаются в обучающие игры и симуляторы, нацеленные на развитии практических навыков предпринимательства. Как критерий успеха в направлении «предпринимательства» рассматривается создание своей компании, её выход на рынок. Направление «предпринимательство» представлено курсами:
- «Ниши для технологического бизнеса и практика российских технологических стартапов»[7][8]
- Технологическое предпринимательство в космической сфере совместно с кластером космических технологий и телекоммуникаций Фонда «Сколково»[9].

В основе программы лекций и семинаров лежит Форсайт Кластера космических технологий и телекоммуникаций (ККТиТ) Фонда «Сколково». Согласно форсайту выделены три технологических приоритетных направления:
- «Космос — Земле»: Телеком и Дистанционное зондирование Земли (ДЗЗ), Навигация; Пилотируемые технологии.
- «Земля — Космосу»: Комплектующие изделия и материалы, Технологии проектирования и логистики, Новые средства доставки грузов в космос с низкой стоимостью выведения, Ядерная и солнечная космическая энергетика.
- «Новая космическая экономика»: Пилотные проекты развития среднего и венчурного бизнеса в upstream-сегменте, Трансфер технологий, Правовое обеспечение.

Технологические горизонты
Цель этого направления состоит в том, чтобы показать студентам закономерности развития технологий в мире, ознакомить с методами прогнозирования развития технологий и общества. Наряду с лекциями и семинарами, это направление включает в себя работу с кластерами Фонда Сколково. Среди курсов этого направления следующие:
- Курс «Форсайтное мышление: инженерия будущего» совместно с группой «Конструирование будущего» российских футурологов С. Переслегина и Н. Ютанова. Предполагается, что после теоретического курса студенты будут способны создать «дорожные» карты будущего. В качестве основы сценария будущего используется опыт предшествующего и настоящего развития общества в определённой сфере. Обучение по курсу форсайта дает знания и навыки для работы на позициях, требующих стратегического видения: крупные компании, государственные органы и исследовательские университеты.
- Проект «Russia Mega Trends: Macro to Micro Implications for 2020» совместно с Frost&Sullivan Москва, Томск, Санкт-Петербург, март-май 2012. Проект состоял из теоретической части (лекции по технологическому видению, глобальным трендам и т. д.) и практической части, в которой студенты ОтУС совместно с экспертами работали над трендами в России в следующих областях:
- Hot Spots of Russia (Economy: Russia Beyond Moscow
- The Next Game Changers, Economic Engines for Growth);
- Back to Russia (Reverse brain drain);
- Social Trends (e-commerce, education, healthcare, wellness);
- Modern Russia (E-government / e-services);
- Mega Events;
- Urbanization in Russia (Mega Cities, Mega Regions and Mega Corridors);
- Localization of manufacturing in Russia (space, biomedicine); 17 мая 2012 в Москве состоялась конференция GIL-2012, где прошла первая презентация доклада «Russia Mega Trends: Macro to Micro Implications for 2020», в которую вошли выводы, сделанные студентами ОтУС в рамках работы над данным проектом.

Глобальное видение
Направление «Глобальное видение и культурные горизонты» включает курсы по мышлению, философии, истории науки и техники. Цель курсов заключается в том, чтобы научить студентов ориентироваться в современном мире идей, информации. Направление призвано развить у студентов навыки публичных выступлений, изложения и донесения до публики сути проектов. У студентов есть возможность встретиться с ведущими учеными мира, топ-менеджерами глобальных компаний, успешными инноваторами. Так, например, японский изобретатель, ученый и путешественник Йоширу Накамацу, автор более 3000 изобретений, член 5 академий наук во время своего выступления дал рецепт создания идеи и её внедрения.

## Коммуникативная площадка
Для проведения занятий и общения студентов ОтУС в свободное время в течение 2012 года открываются коммуникативные центры ОтУС. Их главные черты — это наличие учебной аудитории, зон коворкинга, бесплатного Wi-Fi, свободного доступа студентов в любое время. Планируемое время открытия постоянных площадок ОтУС: в Москве — сентябрь 2012, в Томске и Санкт-Петербурге — октябрь 2012. На каждой из площадок будет установлена система видеоконференций, которая позволит студентам и преподавателям из трех городов общаться в реальном времени и проводить учебные сессии с университетами мира.

## Тьюторство
В ОтУС существует институт тьюторства, призванный курировать профессиональный рост студентов. Опираясь на анализ личных качеств, способностей студента, тьютор помогает выбрать направления развития студента.

## Партнерские проекты ОтУС
Singularity University
Цель летних 10-недельных курсов Singularity University — собрать вместе 80 молодых лидеров со всего мира, чтобы они создали проекты, способные в ближайшие 10 лет изменить жизнь миллиарда человек. Наличие такого проекта, хотя бы на уровне идеи — главный критерий отбора на программу SU. Трое студентов ОтУС прошли курс SU в 2011 году и двое в 2012.
Blackbox Connect
Программа BlackBox Connect создана совместно с Калифорнийским бизнес-акселератором с аналогичным названием. Предпринимательские команды со всего мира собираются в одном доме, встречаются с предпринимателями и инвесторами из Кремниевой долины, посещают лекции и мастер-классы. Цель программы состоит в погружении в создании стартапов будет почти неизбежным. Прослушав курс «Ниши для технологического бизнеса и практика российских технологических стартапов», студенты ОтУС и Института предпринимательства Cisco в Московском Технологическом Институте прошли образовательные программы в бизнес-инкубаторе Blackbox в Кремниевой долине. Всего участие приняли 3 команды по 2 человека.
Фестиваль актуального научного кино 360˚
Проходил в Москве в сентябре 2011 и в Томске (март 2012). Фестиваль был организован Политехническим музеем, Фондом Сколково и Открытым университетом Сколково. На показах фильмов присутствовали режиссёры, после демонстраций картин проходили дискуссии со зрителями.
TEDxSkolkovo
Конференция TED — Technology Entertainment Design объединяет инноваторов, предпринимателей и ученых различных стран мира. С ноября 2011 года в Москве прошли три конференции:
1. «Революционные прорывы» Октябрь 2011[13]
2. «Источники оптимизма» Февраль 2012[14]
3. TEDxSkolkovoLive — трансляция TEDGlobal из Эдинбурга в июне 2012[15]

NYAS Workshop Seminar
Семинар по развитию карьеры и предпринимательства прошёл в июне 2012 года совместно с Нью-Йоркской академией наук. Семинар был посвящена карьерному развитию человека в условиях глобального рынка и предпринимательству.

## Клуб ОтУС
Созданный в марте 2011 года, клуб служит экспертной площадкой для обсуждения работы Открытого университета Сколково и его проблем: привлечение молодежи в новаторскую деятельность, мотивирование молодых людей к инженерной деятельности, создание культуры технологических инноваций, преобразования науки и инженерию.

Заседания Клуба были посвящены темам:
- Мотивирование молодежи заниматься инженерным делом.
- Взаимоотношения между учеными, инженерами и предпринимателями: какие барьеры приходится преодолевать.
- Открытое образование в инновационном центре.
- Сотрудничество бизнеса и университетов. Создание предпринимательской среды в университете. Заседание проходило в Томске.
- Способна ли высшая школа реформироваться и ответить адекватно на новые вызовы? Заседание проходило в Новосибирске.
- Опыт Финляндии в развитии инновационного сектора экономики
- Итоги деятельности Сколково в 2011 году

## Журнал OpUSVision
Журнал был создан по инициативе студентов ОтУс. В журнале преобладают фотографии и инфографика, статьи мини-формата на русском и английском языках. Вышло 8 выпусков журнала.